# Primera División de Chile 1977
El Campeonato Nacional de Primera División de 1977 fue el torneo disputado en la 45ª temporada de la máxima categoría del fútbol profesional chileno.
El torneo consistió en un campeonato a dos ruedas con un sistema de todos contra todos. Contó con la participación de 18 equipos, entre los que finalmente se consagró campeón Unión Española, institución que obtuvo el quinto campeonato de su historia. 
En la parte baja de la tabla de posiciones, descendieron a Segunda División Ovalle, Antofagasta y Santiago Wanderers, este último tras caer en la Liguilla de Promoción.

## Equipos por región
| Región               | N.º | Equipos |
| -------------------- | --- | --- |
| Región Metropolitana | 8   | Audax Italiano, Colo-Colo, Deportes Aviación, Palestino, Santiago Morning, Unión Española, Universidad Católica y Universidad de Chile |
| Biobío               | 4   | Deportes Concepción, Huachipato, Lota Schwager y Ñublense                                                                              |
| Valparaíso           | 2   | Everton y Santiago Wanderers |
| Antofagasta          | 1   | Regional Antofagasta |
| Coquimbo             | 1   | Deportes Ovalle |
| O'Higgins            | 1   | O'Higgins |
| Araucanía            | 1   | Green Cross Temuco |

## Tabla final
| Pos | Equipo               | PJ | PG | PE | PP | GF | GC | Dif | Pts |
| --- | -------------------- | -- | -- | -- | -- | -- | -- | --- | --- |
| 1   | Unión Española       | 34 | 21 | 9  | 4  | 72 | 28 | 44  | 51  |
| 2   | Everton              | 34 | 20 | 9  | 5  | 64 | 38 | 26  | 49  |
| 3   | Palestino            | 34 | 18 | 11 | 5  | 70 | 33 | 37  | 47  |
| 4   | Colo-Colo            | 34 | 15 | 12 | 7  | 56 | 43 | 13  | 42  |
| 5   | Universidad de Chile | 34 | 13 | 13 | 8  | 50 | 35 | 15  | 39  |
| 6   | Lota Schwager        | 34 | 11 | 14 | 9  | 46 | 45 | 1   | 36  |
| 7   | Deportes Concepción  | 34 | 14 | 7  | 13 | 48 | 52 | -4  | 35  |
| 8   | Deportes Aviación    | 34 | 12 | 10 | 12 | 46 | 51 | -5  | 34  |
| 9   | Audax Italiano       | 34 | 12 | 9  | 13 | 48 | 53 | -5  | 33  |
| 10  | O'Higgins            | 34 | 10 | 11 | 13 | 40 | 44 | -4  | 31  |
| 11  | Huachipato           | 34 | 9  | 12 | 13 | 39 | 46 | -7  | 30  |
| 12  | Green Cross-Temuco   | 34 | 10 | 10 | 14 | 46 | 62 | -16 | 30  |
| 13  | Ñublense             | 34 | 8  | 12 | 14 | 38 | 45 | -7  | 28  |
| 14  | Universidad Católica | 34 | 8  | 12 | 14 | 36 | 48 | -12 | 28  |
| 15  | Santiago Wanderers   | 34 | 9  | 10 | 15 | 50 | 66 | -16 | 28  |
| 16  | Deportes Ovalle      | 34 | 6  | 15 | 13 | 42 | 52 | -10 | 27  |
| 17  | Santiago Morning     | 34 | 9  | 9  | 16 | 37 | 50 | -13 | 27  |
| 18  | Regional Antofagasta | 34 | 5  | 7  | 22 | 29 | 66 | -37 | 17  |

PJ=Partidos jugados; PG=Partidos ganados; PE=Partidos empatados; PP=Partidos perdidos; GF=Goles a favor; GC=Goles en contra; Dif=Diferencia de gol; Pts=Puntos
|  | Campeón. Clasifica a la Copa Libertadores 1978. |
|  | Clasifica a la Liguilla Pre-Libertadores.       |
|  | Juega la Liguilla de Promoción.                 |
|  | Definición por el descenso a Segunda División.  |
|  | Desciende a Segunda División.                   |

## Campeón
|                        |
| Campeón Unión Española |
| 5.° título             |
|                        |

## Liguilla Pre-Libertadores
| Pos | Equipo               | PJ | PG | PE | PP | GF | GC | Dif | Pts |
| --- | -------------------- | -- | -- | -- | -- | -- | -- | --- | --- |
| 1   | Palestino            | 3  | 2  | 1  | 0  | 5  | 3  | 2   | 5   |
| 2   | Everton              | 3  | 1  | 1  | 1  | 6  | 5  | 1   | 3   |
| 3   | Colo-Colo            | 3  | 1  | 1  | 1  | 4  | 4  | 0   | 3   |
| 4   | Universidad de Chile | 3  | 0  | 1  | 2  | 4  | 7  | -3  | 1   |

PJ=Partidos jugados; PG=Partidos ganados; PE=Partidos empatados; PP=Partidos perdidos; GF=Goles a favor; GC=Goles en contra; Dif=Diferencia de gol; Pts=Puntos
|  | Clasifica a la Copa Libertadores 1978 |

## Definición por el descenso
Debido a la igualdad de puntaje en el décimo sexto puesto, debió jugarse un partido de desempate entre Ovalle y Santiago Morning para definir a que equipo correspondía descender directamente y cual clasificaba a la Liguilla de Promoción. 
| 21 de diciembre de 1977                                                                              | Santiago Morning                          | 2 : 1 | Deportes Ovalle | Estadio Playa Ancha, Valparaíso                               |                                                               |
| | Raúl Toro 16' · Miguel Ángel Pecoraro 90' |       | Julio Ortiz 30' | Asistencia: 4.812 espectadores Árbitro(s): Mario Lira (Chile) | Asistencia: 4.812 espectadores Árbitro(s): Mario Lira (Chile) |
| Santiago Morning clasifica a la Liguilla de Promoción. Deportes Ovalle desciende a Segunda División. |                                           |       |                 |                                                               |                                                               |

## Liguilla de Promoción
Clasificaron a la liguilla de promoción los equipos que se ubicaron en 3° y 4° lugar de la Segunda División (Malleco Unido y Cobreloa), con los equipos que se ubicaron en 15° y 16° lugar de la Primera División (Santiago Wanderers y Santiago Morning). Se jugó una ronda con un sistema de todos contra todos, clasificando a Primera División los dos primeros equipos ubicados en la tabla de posiciones.
| Pos | Equipo             | PJ | PG | PE | PP | GF | GC | Dif | Pts |
| --- | ------------------ | -- | -- | -- | -- | -- | -- | --- | --- |
| 1   | Santiago Morning   | 3  | 2  | 1  | 0  | 7  | 3  | 4   | 5   |
| 2   | Cobreloa           | 3  | 1  | 2  | 0  | 5  | 2  | 3   | 4   |
| 3   | Santiago Wanderers | 3  | 0  | 2  | 1  | 3  | 6  | -3  | 2   |
| 4   | Malleco Unido      | 3  | 0  | 1  | 2  | 2  | 6  | -4  | 1   |

PJ=Partidos jugados; PG=Partidos ganados; PE=Partidos empatados; PP=Partidos perdidos; GF=Goles a favor; GC=Goles en contra; Dif=Diferencia de gol; Pts=Puntos
|  | Asciende a Primera División  |
|  | Desciende a Segunda División |

1º Fecha
| 25 de diciembre de 1977 | Santiago Morning                       | 2 : 1 | Malleco Unido | Estadio Nacional, Santiago                                |                                                           |
|                         | José Villalobos 44' · Eduardo Lima 80' |       | Moreno 68'    | Asistencia: 7.511 espectadores Árbitro(s): Ricardo Keller | Asistencia: 7.511 espectadores Árbitro(s): Ricardo Keller |

| 25 de diciembre de 1977 | Cobreloa              | 1 : 1 | Santiago Wanderers | Estadio Nacional, Santiago                                |                                                           |
|                         | Juan "Roly" Núñez 24' |       | Andrés Pérsico 77' | Asistencia: 7.511 espectadores Árbitro(s): Nestor Mondría | Asistencia: 7.511 espectadores Árbitro(s): Nestor Mondría |

2º Fecha
| 28 de diciembre de 1977 | Santiago Morning                                                                | 4 : 1 | Santiago Wanderers    | Estadio Nacional, Santiago                                     |                                                                |
|                         | Humberto Martínez 31' · Héctor Chávez 67' · Eduardo Lima 80' · Carlos Rivas 83' |       | Fernando Espinosa 85' | Asistencia: 4.700 espectadores Árbitro(s): Miguel Ángel Luengo | Asistencia: 4.700 espectadores Árbitro(s): Miguel Ángel Luengo |

| 28 de diciembre de 1977 | Cobreloa                                                        | 3 : 0 | Malleco Unido | Estadio Nacional, Santiago                                 |                                                            |
|                         | Julio Correa 64' · Juan "Roly" Núñez 73' · Francisco Valdés 83' |       |               | Asistencia: 4.700 espectadores Árbitro(s): Benjamín Barros | Asistencia: 4.700 espectadores Árbitro(s): Benjamín Barros |

3º Fecha
| 30 de diciembre de 1977 | Santiago Wanderers       | 1 : 1 | Malleco Unido  | Estadio Nacional, Santiago                                |                                                           |
|                         | José Illescas 46' (pen.) |       | Luis Vidal 73' | Asistencia: 10.710 espectadores Árbitro(s): Enrique Marín | Asistencia: 10.710 espectadores Árbitro(s): Enrique Marín |

| 30 de diciembre de 1977 | Santiago Morning      | 1 : 1 | Cobreloa        | Estadio Nacional, Santiago                                        |                                                                   |
|                         | Humberto Martínez 15' |       | Luis Ahumada 9' | Asistencia: 10.710 espectadores Árbitro(s): Juan Silvagno Cavanna | Asistencia: 10.710 espectadores Árbitro(s): Juan Silvagno Cavanna |

## Goleadores
| Jugador                  | Goles | Equipo               |
| ------------------------ | ----- | -------------------- |
| Oscar Fabbiani           | 34    | Palestino            |
| Jorge Peredo             | 22    | Unión Española       |
| Juan Domingo Loyola      | 17    | Green Cross-Temuco   |
| José Luis Ceballos       | 16    | Everton              |
| Julio Crisosto           | 14    | Colo-Colo            |
| Víctor Estay             | 14    | Deportes Concepción  |
| Jorge Américo Spedaletti | 13    | Everton              |
| Ricardo Fabbiani         | 12    | Aviación             |
| Julio Ortiz              | 12    | Deportes Ovalle      |
| Sergio Ahumada           | 12    | Everton              |
| Patricio Romero          | 12    | Green Cross-Temuco   |
| Luis Alberto Roselli     | 12    | Universidad Católica |
| Luis María Carregado     | 11    | Huachipato           |
| José Illescas            | 11    | Santiago Wanderers   |